# Анатомія кохання (фільм, 1972)
«Анатомія кохання» (пол. Anatomia miłości) — кінофільм Романа Залуського. У радянському прокаті кінострічка, дубльована на кіностудії «Мосфільм», демонструвалася із незначними скороченнями.

## Сюжет
Єва (Барбара Брильська) нещодавно поховала чоловіка, з яким прожила сім років. Вона не любила його і вийшла заміж за порадою матері. Одного разу на виставці Єва випадково знайомиться з Адамом (Ян Новицький), він залишається у неї на ніч, але потім довго не дзвонить. Але вже незабаром у сюжеті бачимо божевільне поєднання любові і зради, щастя та болю. До кінця фільму герої буквально міняються місцями. Режисер досліджує анатомію любові.

## В ролях
- Барбара Брильська — Єва (озвучувала Ніна Гребешкова)
- Ян Новицький — Адам (озвучував Володимир Івашов)
- Марек Фронцковяк — Анджей, студент
- Мечислав Лоза — Петшак, бригадир
- Богдана Майда — мати Єви
- Александер Севрук — ксьондз
- Фердинанд Матисік — лікар
- Станіслав Вишинський — Марек
- Тереса Віцінська — Тереза
- Барбара Карська — Бася

Решта ролей дублювали: Валерій Малишев, Микола Граббе, Ніна Маслова, Нінель Мишкова, Світлана Швайко, Юрій Леонідов. Режисер дубляжу — Володимир Чеботарьов.

## Знімальна група
- Режисер: Роман Залуські
- Оператор: Януш Павловські
- Композитор: Аліна Пеховська